# Arabtrapp
Arabtrapp (Ardeotis arabs) är en huvudsakligen afrikansk fågel i familjen trappar inom ordningen trappfåglar. Den förekommer i ett band söder om Sahara från Mauretanien till Somalia, men även i Jemen på Arabiska halvön. Fågeln minskar i antal på grund av jakt och habitatförstörelse, så pass att IUCN listar den som nära hotad.

## Utseende
Arabtrappen är en stor (70-90 centimeter) trapp med mycket fint tvärvattrad grå hals och brun rygg. I nacken syns en tofs med ett svart streck längs sidan på hjässan. I flykten har den mindre vitt på vingarna än andra trapparter i området.

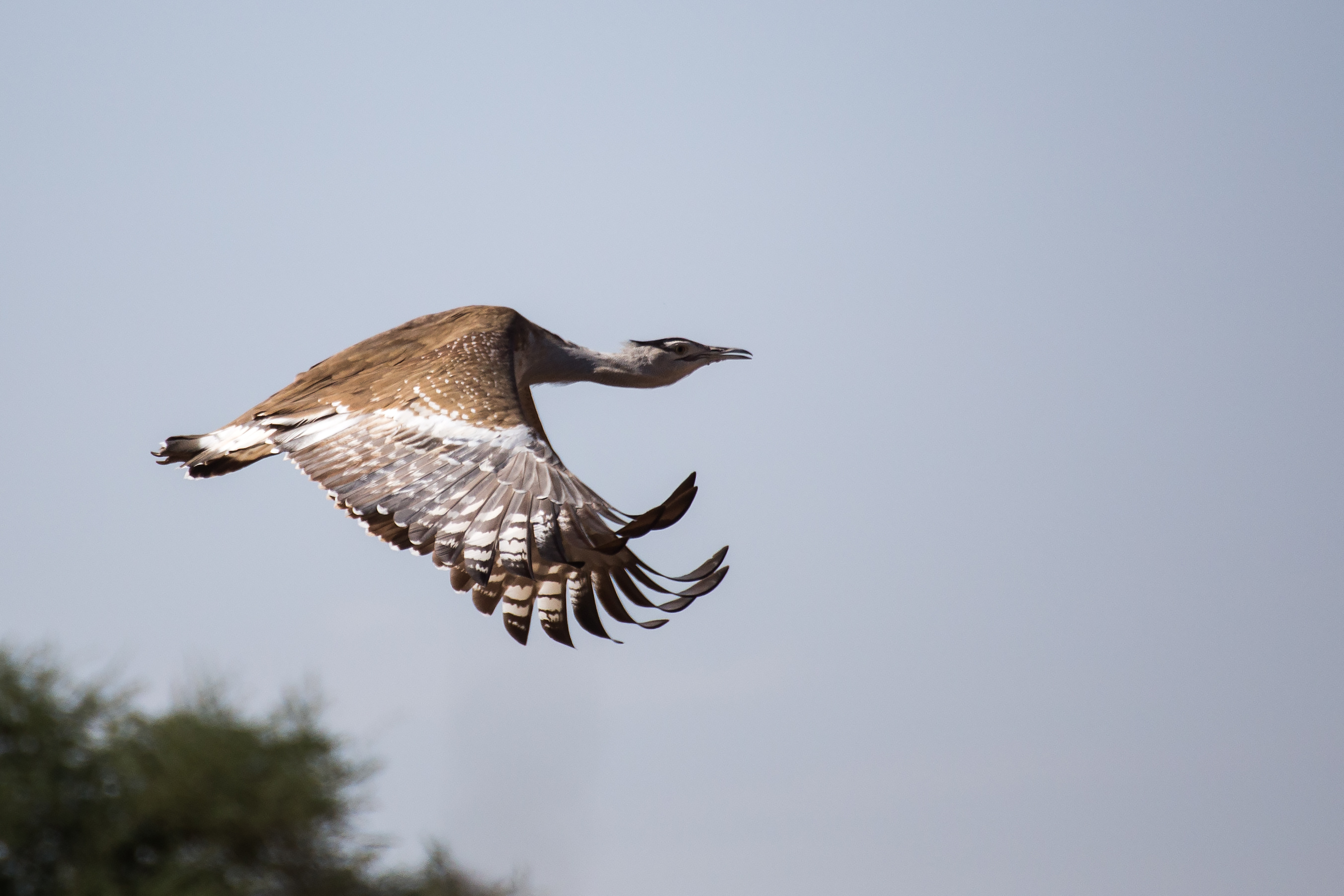

## Läte
Arten är relativt tystlåten, men raspiga och trumpetande "pah pah" hörs under spelet och dämpade skall som varningsläten.

## Utbredning och systematik
Arabtrapp förekommer i norra Afrika samt på södra Arabiska halvön. Den delas in i fyra underarter med följande utbredning:
- Ardeotis arabs lynesi – förekommer i västra Marocko, förmodligen utdöd[6]
- Ardeotis arabs stieberi – förekommer i sydvästra Mauretanien och Senegal och Gambia till nordöstra Sudan, förmodligen utdöd i Nigeria[1]
- Ardeotis arabs butleri – förekommer i Sydsudan och mycket sällsynt i nordvästra Kenya
- Ardeotis arabs arabs – förekommer dels i Eritrea, nordöstra Etiopien, Djibouti och nordvästra Somalia, dels i sydvästra Saudiarabien och västra Jemen

## Ekologi
Fågeln förekommer i halvöken, på öppna grässlätter och ibland till och med i öppen skog där den lever av gräshoppor, skalbaggar och syrsor men också små ryggradsdjur som reptiler, gnagare och fågelungar. Den intar också frön, frukter och köttigare bitar av växter. Den kan tillbringa en stor del av dagen med att födosöka, framför allt tidigt på morgonen och sen eftermiddag. Boet är grund grop som ibland fodras med någon form av växtlighet. Den lägger ett till två ägg som troligen enbart ruvas av honan.

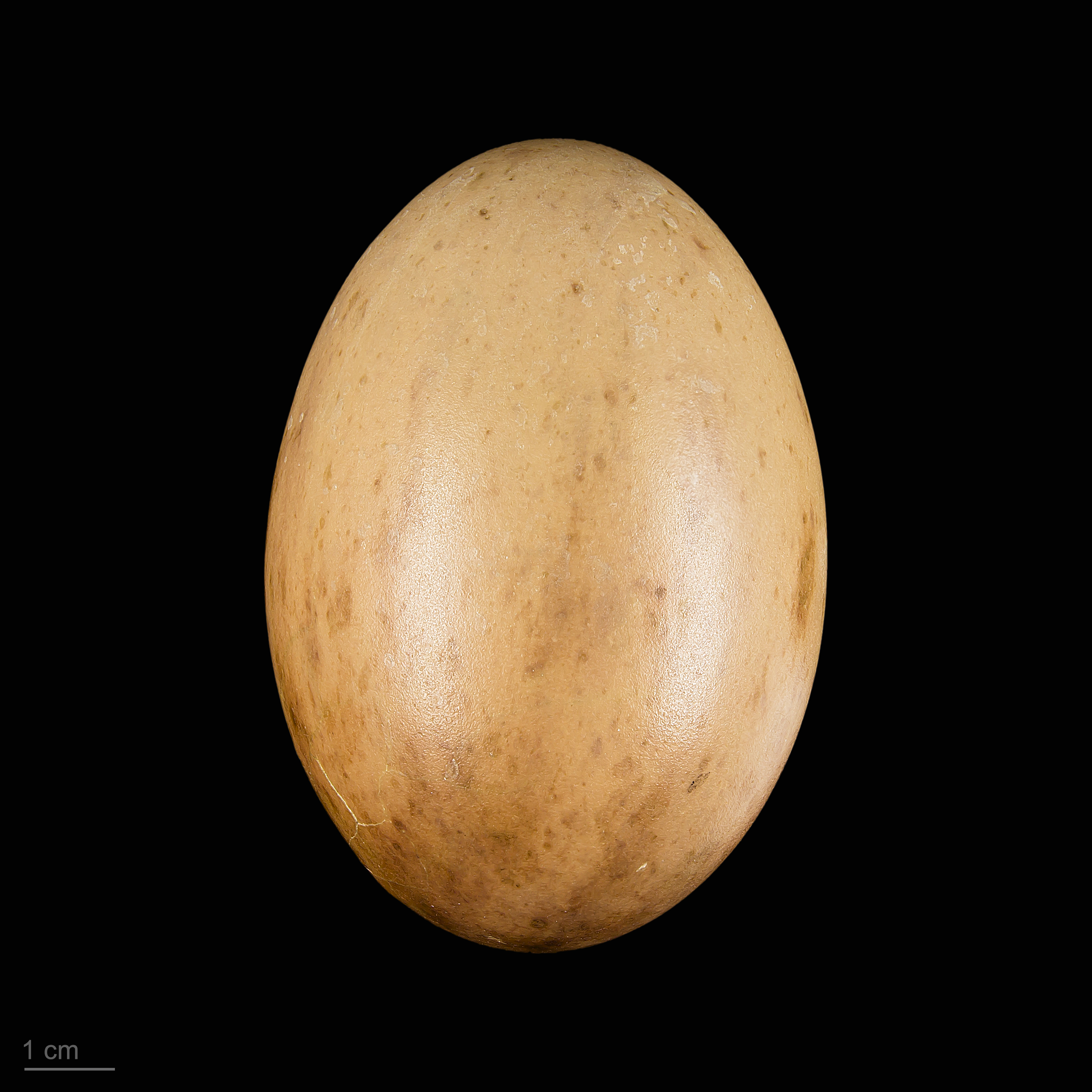
Ägg, museumsexemplar

## Status och hot
Internationella naturvårdsunionen IUCN kategoriserar arten som nära hotad (NT) eftersom den tros minska relativt kraftigt i antal på grund av jakt och habitatförstörelse. Världspopulationen har inte uppskattats, men den beskrivs som vida spridd i väldigt dåligt undersökta områden och kan därför möjligen fortfarande vara vanlig på många ställen.